# Ацетоуксусная кислота
Ацетоу́ксусная кислота — органическое соединение, одноосновная кетокислота, первый представитель β-кетокислот, участвует в обмене веществ. Является неустойчивым соединением.

## Физико-химические свойства
Ацетоуксусная кислота представляет собой бесцветную подвижную маслянистую жидкость, растворимую в воде во всех отношениях, а также в этаноле, диэтиловом эфире. Неустойчивая, даже при слабом нагревании (в водном растворе) декарбоксилируется (распадается) на ацетон и углекислый газ:
{\displaystyle {\mathsf {CH_{3}C(O)CH_{2}COOH\rightarrow CH_{3}C(O)CH_{3}+CO_{2}\uparrow }}}.
Еще менее прочны её соли с тяжёлыми металлами, разлагающиеся с образованием ацетона даже при обыкновенной температуре.
Сильная кислота, pKa = 3,77.
Для ацетоуксусной кислоты характерна кето-енольная таутомерия. В результате индуктивного эффекта кетогруппы ацетоуксусная кислота является более «кислой», чем её основа — масляная кислота.
Ацетоуксусная кислота реагирует с галогенами (хлором или бромом), которые разлагают её до соответствующего галогеноводорода, углекислого газа и галоидацетона (хлор- или бромацетона):

## Получение
Ацетоуксусную кислоту получают путём омыления (гидролиза) этилового эфира ацетоуксусной кислоты, с последующим взаимодействием с разбавленными кислотами (серной или азотной). Другой метод основан на окислении масляной кислоты пероксидом водорода:
Ацетоуксусную кислоту можно получить также с помощью реакции конденсации Кляйзена (взаимодействие натрия с этилацетатом), с последующим гидролизом ацетоуксусного эфира:

## Применение
Большое количество ацетоуксусной кислоты используют для получения ацетоуксусного эфира (этилацетоацетата).

## Участие в метаболизме
Является метаболитом β-окисления жирных кислот in vivo, характерное увеличение ацетоуксусной кислоты в плазме крови наблюдается при весьма серьёзных патологических процессах, так она накапливается в организме у больных сахарным диабетом (относится к кетоновым телам).